# Число Архімеда
Число́ Архіме́да ({\displaystyle \mathrm {Ar} }) — характеристичне число та критерій подібності в гідродинаміці, що характеризує відношення виштовхувальної сили до сили в'язкості.
Безрозмірнісна величина названа на честь давньогрецького вченого Архімеда. Використовується при вивченні руху рідини, пов'язаного з її неоднорідністю за густиною. Описується рівнянням:
{\displaystyle \mathrm {Ar} \,={\frac {gL^{3}\rho _{\ell }(\rho -\rho _{\ell })}{\eta ^{2}}}\,={\frac {gL^{3}(\rho -\rho _{\ell })}{\rho _{\ell }\nu ^{2}}},}
де {\displaystyle g} — прискорення вільного падіння (9,81 м/с²);
{\displaystyle \rho _{\ell }} — густина рідини, кг/м³;
{\displaystyle \rho } — густина тіла, кг/м³;
{\displaystyle \eta } — динамічна в'язкість, Па·с;
{\displaystyle \nu } — кінематична в'язкість;
{\displaystyle L} — характерний (визначальний) лінійний розмір тіла, м.
Розрізняють також динамічне, теплове і дифузійне числа Архімеда. Останнє виникає тоді, коли гідростатична сила виникає при різниці концентрації домішки у середовищі. Якщо зміна густини рідини спричинена зміною температури, то це теплове число Архімеда. 
Якщо зміна густини викликана зміною температури {\displaystyle \Delta T}, то {\displaystyle {\frac {\rho -\rho _{\ell }}{\rho _{\ell }}}=\alpha \Delta T}, де {\displaystyle \alpha } — коефіцієнт теплового розширення, і число Архімеда перетворюється у число Грасгофа. Узагальненням обох цих чисел є число Гагена.